# Magdalena Abakanowicz

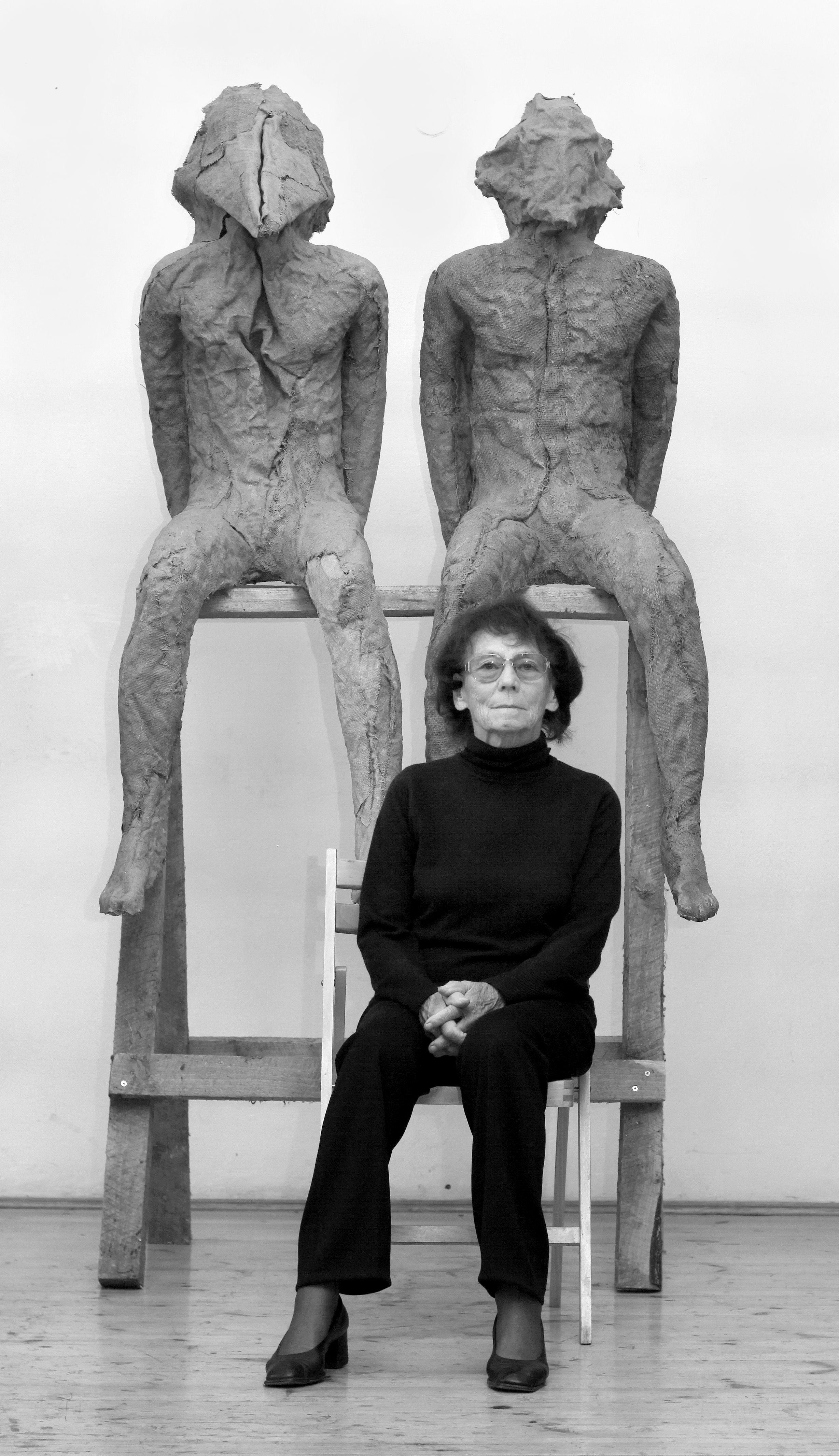
Magdalena Abakanowicz

Marta Magdalena Abakanowicz-Kosmowska (Raszyn-Falenty, 20 juni 1930 - Warschau, 20 april 2017) was een Poolse beeldhouwster en textielkunstenares.

## Levensloop
Marta Abakanowicz (dit was haar geboortenaam; in 1950 heeft zij die veranderd in Magdalena) werd geboren in een klein dorpje genaamd Falenty in de buurt van Warschau. Haar ouders waren van aristocratische komaf. Ze bezatten grote stukken grond en waren zeer welvarend. De geschiedenis van de familie van haar vader gaat terug tot Mongolië in de tijd van Genghis-Khan, 13de eeuw. Een afstammeling van deze machtige familie was genaamd Abaka-Khan. De naam ontwikkelde zich later tot Abakanowicz.
Tijdens de Russische Revolutie in 1917, werden bijna alle leden van de Abakanowicz-familie vermoord. Twee van hen, haar vader Konstantyn en zijn broer, ontvluchtten deze slachting en vestigden zich in Polen, het land van hun moeder. Haar moeder, Helena Domaszowska, kwam eveneens uit een welvarende familie. Tot aan de 18de eeuw had deze familie banden met de Poolse koningen. Abakanowicz werd vooral opgevoed door de dienstmeisjes. Ze had niet zo’n sterke band met haar ouders. Haar moeder was teleurgesteld dat ze een meisje ter wereld had gebracht in plaats van een jongen, die het familiebezit zou erven en met een stevige hand zou leiden. Door de sociale status van haar ouders ging Abakanowicz niet naar de reguliere school en had ze geen contact met andere kinderen van haar leeftijd. 
Geïsoleerd van de buitenwereld bracht ze veel tijd alleen door op het landgoed van haar ouders. Ze was gefascineerd door de natuur die haar omringde. Op het Poolse platteland was de natuur altijd een bron voor allerlei bijgeloof en mystieke verhalen. Hoewel haar ouders niet bijgelovig waren, had Abakanowicz deze verhalen toch opgevangen, wat haar fascinatie voor de natuur alleen maar vergrootte. Later beschreef Abakanowicz haar jeugd en haar fascinatie voor de natuur op poëtische wijze in ‘Portrait x 20’. 
“Best when no one saw me. I got up when the light came through the shutters. Beyond the park, near the marshes, the grass reached my face. I know each blade.”
“Between the ponds and the pine grove was a fallow field. Sandy, white, overgrown with clumps of dry, stiff grass. It looked strange. The tips of each clump converged, forming a kind of tent. The whole wide area looked as if it were covered by minute bristling cones. No one ever changed anything there. Everyone knew it should be left alone. ‘They’ live in the grass, it was said.”
“The country was full of strange powers. Apparitions and inexplicable forces had their laws and spaces. I remember ‘Poludnice’ and ‘Zytnie Baby’. Whether I had ever seen them, I cannot say; in the hamlet peasant women talked about them. There were also some who know how to bring about illness or induce elflock.”
Toen Abakanowicz zes jaar oud was kreeg ze les van een privé leraar. Het was echter geen succes. “When I was six, I was given a teacher. A stranger. I was used to strangers only from a distance. They made me uneasy.” Haar interesses gingen uit naar de natuur in plaats van naar de schoolboeken. Haar ouders respecteerden dat en dwongen haar niet tot leren. Daardoor had Abakanowicz veel tijd om de bossen verder te ontdekken. 
Deze sprookjesachtige kindertijd werd onderbroken in september 1939 toen de Duitse troepen Polen binnenvielen. Abakanowicz was toen negen jaar. Hoewel de eerste jaren van de bezetting Falenty nog gespaard bleef van de slachtingen, liep de spanning op het platteland steeds hoger op. Het bos werd voor Abakanowicz verboden gebied, omdat het nu een schuilplaats was geworden voor vluchtelingen en partizanen, maar ook voor gewelddadige bendes. Haar vader leerde haar schieten. Op een nacht in 1943 drong een dronken man hun huis binnen en begon op haar moeder te schieten. Ze overleefde, maar verloor een arm. Abakanowicz verzorgde haar moeder en dacht dat ze later als verpleegster zou gaan werken. In 1944 werd de situatie echt ongrijpbaar. De frontlinie uit het oosten naderde. Uit angst voor het oorlogsgeweld, maar ook voor de Russen, vluchtte de familie halsoverkop naar Warschau. Dat bleek achteraf niet zo’n verstandige beslissing te zijn. Warschau leek in de laatste oorlogsjaren in een hel te zijn veranderd. Op 1 augustus 1944 brak er een bloedige opstand uit tegen de Duitse bezetters. Duitsland reageerde er op met de “Verbrennungs-kommando” die als opdracht had heel Warschau met de grond gelijk te maken. Tijdens een razzia raakte de moeder van Abakanowicz kwijt in de menigte. Ze vond haar familie, uitgemergeld, pas na twee maanden weer terug, in Milanówek, een klein dorpje naast Warschau. Abakanowicz was toen veertien jaar. Ze werkte in een school, die veranderd was in een geïmproviseerd ziekenhuis, als hulpverpleegster. Elke dag werden er nieuwe gewonden binnen gebracht. ”Too many damaged people. A crowd.”
Na de bevrijding in 1945 werd Polen een satellietstaat van Rusland. Het communisme werd ingevoerd. Aristocraten werden gezien als vijanden van de staat. Al het bezit van de familie Abakanowicz werd geconfisqueerd door de staat en verdeeld onder de boeren. Om te ontkomen aan vervolging, zocht de familie toevlucht in Toczew, een klein dorpje naast Gdansk, waar niemand op de hoogte was van hun afkomst. Ze leefden in armoede, maar de kinderen gingen wel naar school. Toen Abakanowicz negentien jaar was, begon ze met haar studie aan de kunstacademie in Sopot. Ze studeerde schilderkunst en textiel. Een jaar later, in 1950, besloot ze haar leven opnieuw te beginnen. Dat was het moment waarop ze haar oude naam Marta in Abakanowicz veranderde. Ze verkocht haar winterjas om de reis naar de hoofdstad te kunnen betalen. Ze werd aangenomen op de kunstacademie in Warschau. Het leven in Warschau was niet gemakkelijk. Terwijl West-Europese landen opbloeiden door het Marshallplan, bleef Oost-Europa achter. De wederopbouw verliep langzaam. Abakanowicz verbleef in studentenhuizen, waar soms wel zestien studenten op een kamer sliepen, en zelfs daar kon ze niet altijd terecht. Ze verdiende geld met allerlei baantjes, zoals straten vegen en bloed geven, en overleefde op gratis soep op de academie. Aan haar schilderijen werkte ze vaak ‘s nachts op school. 
Abakanowicz zegt met tegenzin haar studie te hebben gedaan. Ze voelde zich benauwd in de toentertijd heersende sociaal-realistische cultuur. Ze vond dat die haar artistieke vrijheid beperkte. Maar Abakanowicz zette haar studie voort, zodat ze zich na haar afstuderen kon aansluiten bij de Poolse vereniging voor beeldende kunstenaars. Dat was destijds de voorwaarde om als kunstenaar te kunnen werken. Meteen na haar afstuderen kreeg ze haar eerste baan als ontwerpster bij een zijdefabriek in Milanówek. In haar vrije tijd zette ze haar schilderwerk voort. Ze kreeg ook een ruimte op de academie, waar ze ‘s nachts zelfstandig kon schilderen. Op aanraden van een leraar deed ze mee aan een ontwerpwedstrijd voor Cepelia. Ze won een prijs en haar ontwerp werd in productie genomen. In 1956 trouwde Abakanowicz met ingenieur Jan Kosmowski. 
In 1960 had ze haar eerste solotentoonstelling in de galerie Kordegarda in Warschau. Deze werd echter op het laatste moment afgelast, omdat de directeur geen abstracte schilderkunst tentoon wilde stellen. Het was nog het tijdperk van het sociaal-realisme. Hoewel er dus geen officiële tentoonstelling heeft plaatsgevonden, wordt deze toch gezien als Abakanowicz eerste tentoonstelling. De grote verdienste van deze tentoonstelling is namelijk dat ze werd opgemerkt door Maria Laszkiewicz, een professionele weefster, die toevallig door een open raam naar binnen keek. Zij raakte onder de indruk van Abakanowicz’ werk en schreef haar in als kandidaat voor de ‘Biennale Internationale de la Tapisserie in Lausanne’. Abakanowicz kwam door de voorselecties heen en stortte zich helemaal op dit project. Maria Laszkiewicz stelde haar kelder en haar grote weefgetouw (twee meter lang) beschikbaar voor Abakanowicz' werk.
'Volgens de voorschriften van Biennale Internationale moesten de afmetingen van het wandtapijt minimaal 12 vierkante meter zijn. Waar kon ik zoiets groots weven? De kamer die ik deelde met mijn man was 12 vierkante meter. Maria Laszkiewicz werd mijn mentor en mijn vriendin. De kelder was donker, vochtig en zonder verwarming. Ik was geobsedeerd door het werk. Ik had geen ervaring, dus ik wist niet echt hoe ik te werk moest gaan. Ik gebruikte waslijnen. Mijn collega’s kwamen en waren gechoqueerd. ‘Poolse weefkunst zou worden onteerd.’- zeiden ze.' 
Abakanowicz exposeerde uiteindelijk met ‘Composition of White Forms', het werd een succes. Zo begon Abakanowicz' carrière als textielkunstenares. Vanaf toen heeft ze haar hele leven
gewijd aan de kunst. Ze heeft wereldwijd exposities gehad en vele onderscheidingen ervoor ontvangen. Abakanowicz kreeg geen kinderen. Ze had van 1965 tot 1988 een kleine studio, in haar appartement op de tiende verdieping van een flat in Warschau. De serie ‘Alternations’ kwam in deze studio tot stand.
Abakanowicz werkte vanaf 1964 samen met haar assistente Stefania Zgudka. Buiten het maken van haar kunstwerken is Abakanowicz druk bezig met de gehele organisatie rondom haar kunst. Ze regelde zelf alle tentoonstellingen en richtte ze ook altijd zelf in. Zelfs in 1982, toen in Polen de noodtoestand werd uitgeroepen en de grenzen werden gesloten, kreeg zij toestemming om naar het buitenland te gaan om haar tentoonstellingen in te richten. Verder besteedde ze veel tijd aan haar correspondentie. Abakanowicz heeft heel veel over haarzelf en haar werk geschreven in haar brieven aan derden. Ze heeft ook een aantal korte films gemaakt. Ze gaf les aan de Kunstacademie in Poznan vanaf 1965. In 1974 promoveerde ze tot professor op deze academie. Haar man zette zich veel in voor haar werk. Hij stond Abakanowicz vaak bij in het oplossen van technische problemen rond haar beelden en hij diende soms als model voor haar werk. Verder heeft hij een uitgebreide bibliografie bijgehouden over het werk van zijn vrouw.
In 1988 verhuisde Abakanowicz met haar man naar een eigen huis, met een ruime studio.

## Haar werk
Abakanowicz vestigde in de zestiger jaren internationale belangstelling op zich met haar grote gouaches op canvas. Midden zeventiger jaren nam haar werk een dramatische wending, toen zij begon hoofden, lichamen, dieren en vogels uit basismaterialen als sisal, jute en hars te vervaardigen. Dit was meestal gevonden materiaal, zoals touw en jute, dat zij vooral in havens vond en dan letterlijk tot op de draad uitploos. Snel werd dit karakteristiek voor haar gehele oeuvre. De op deze wijze gecreëerde serie "Abakans" sprong erboven uit. 
In de late tachtiger en in de negentiger jaren begon Abakanowicz metaal te gebruiken voor haar sculpturen, zoals brons, evenals hout, steen en klei. Voorbeelden van haar nieuwe werken waren: Bronze Crowd (1990-91) en Puellae (1992). 
Abakanowicz doceerde als professor van 1965 tot 1990 aan de Hogeschool der Kunsten van Poznań in Polen. Bovendien was zij in 1984 gasthoogleraar aan de Universiteit van Californië - Los Angeles in de Verenigde Staten. Ze woonde in Warschau, waar ze op 86-jarige leeftijd overleed.

## Tentoonstellingen
- 1960 – Warschau, galerie Kordegarda, afgelast in verband met censuur
- 1962 – Lausanne, Internationale Tapijt Biënnale
- 1965 – São Paulo, Biënnale
- 1969 - New York, Museum of Modern Art (MoMa), eregalerij groepstentoonstelling
- 2007 – Reizende groepstentoonstelling, Wack ! Art and the Feminist Revolution

postuum
- 2022 – Londen, Tate Modern, oeuvretentoonstelling
- 2025 – Tilburg, TextielMuseum, Everything is made of fiber, 18 april t/m 24 augustus
- 2025 – ’s-Hertogenbosch, Noord-Brabants Museum, Human Nature, 18 april t/m 24 augustus

## Fotogalerij

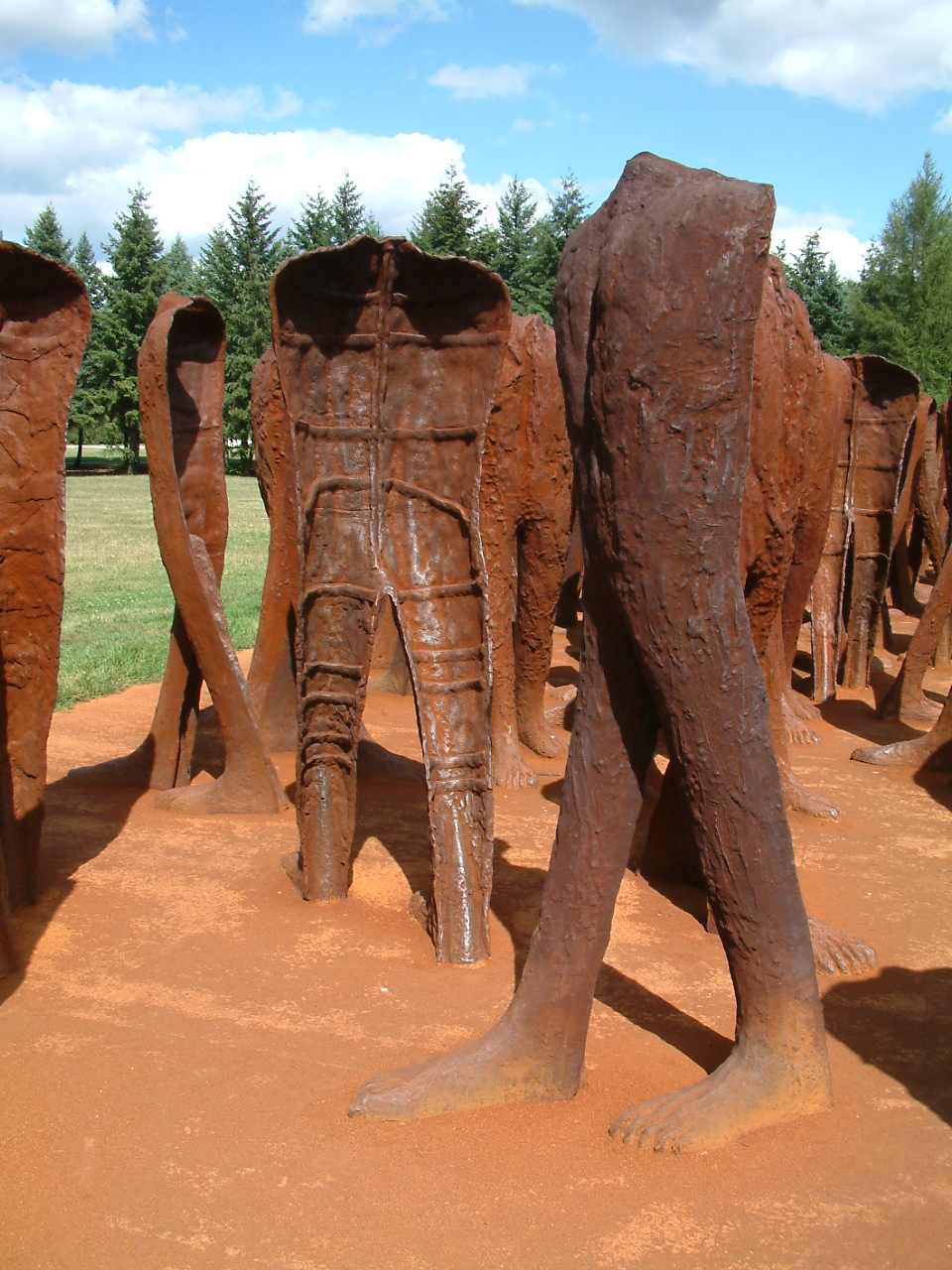
Sculptuur Abakany Cytadela in Poznań
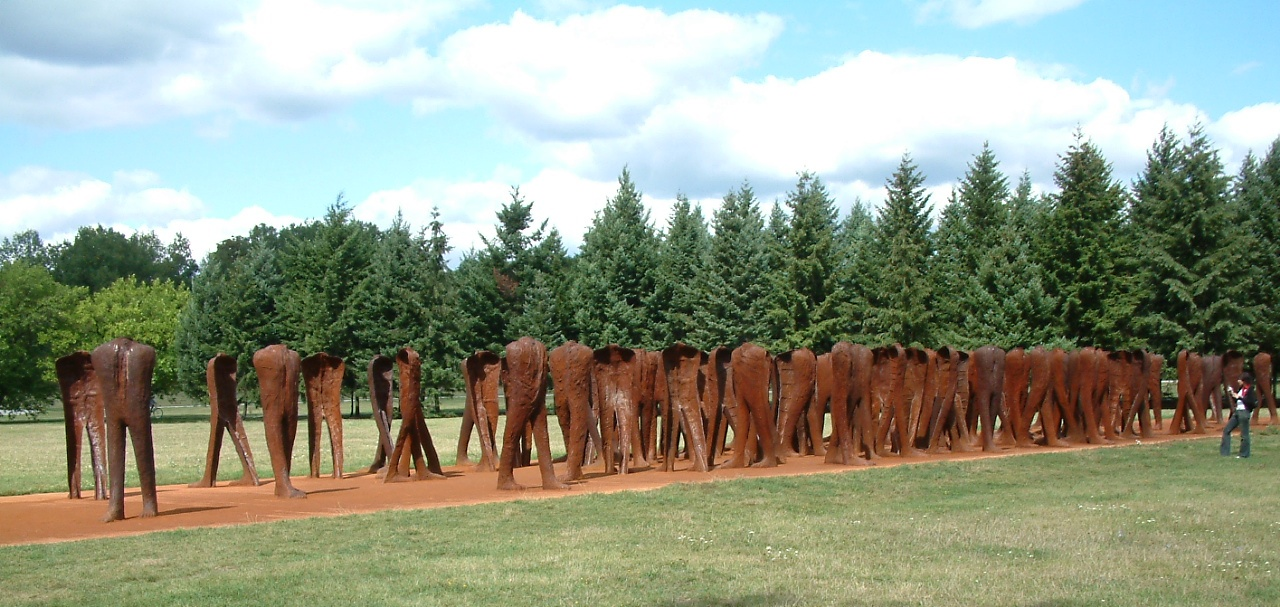
Sculptuur Abakany Cytadela afb 2
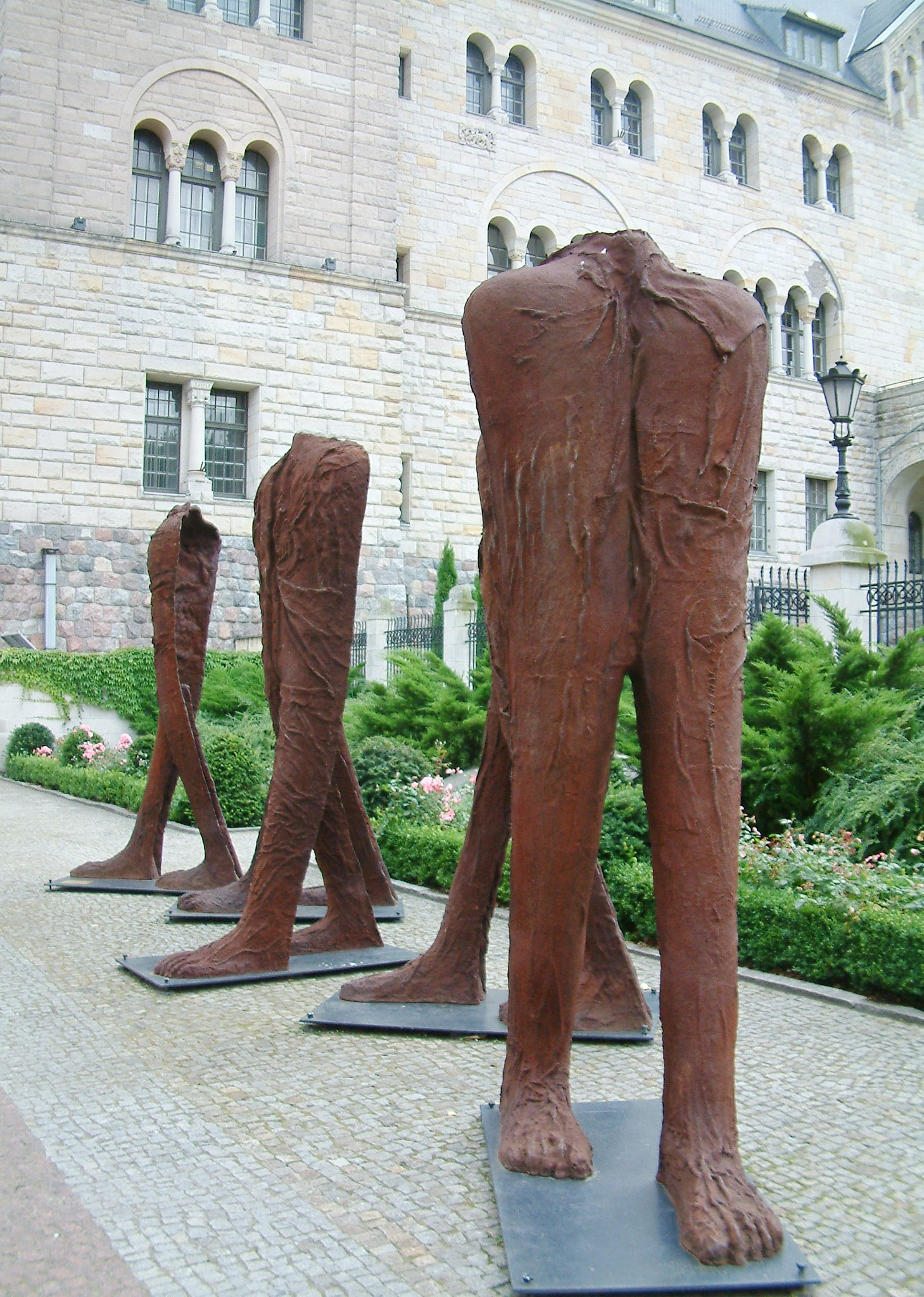
Sculptuur Abakany Cytadela afb 3
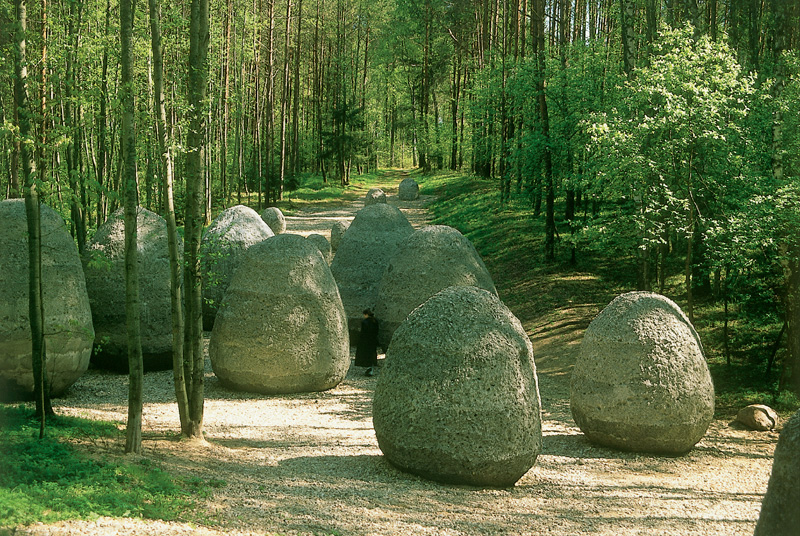
Europos Parkas, Litouwen
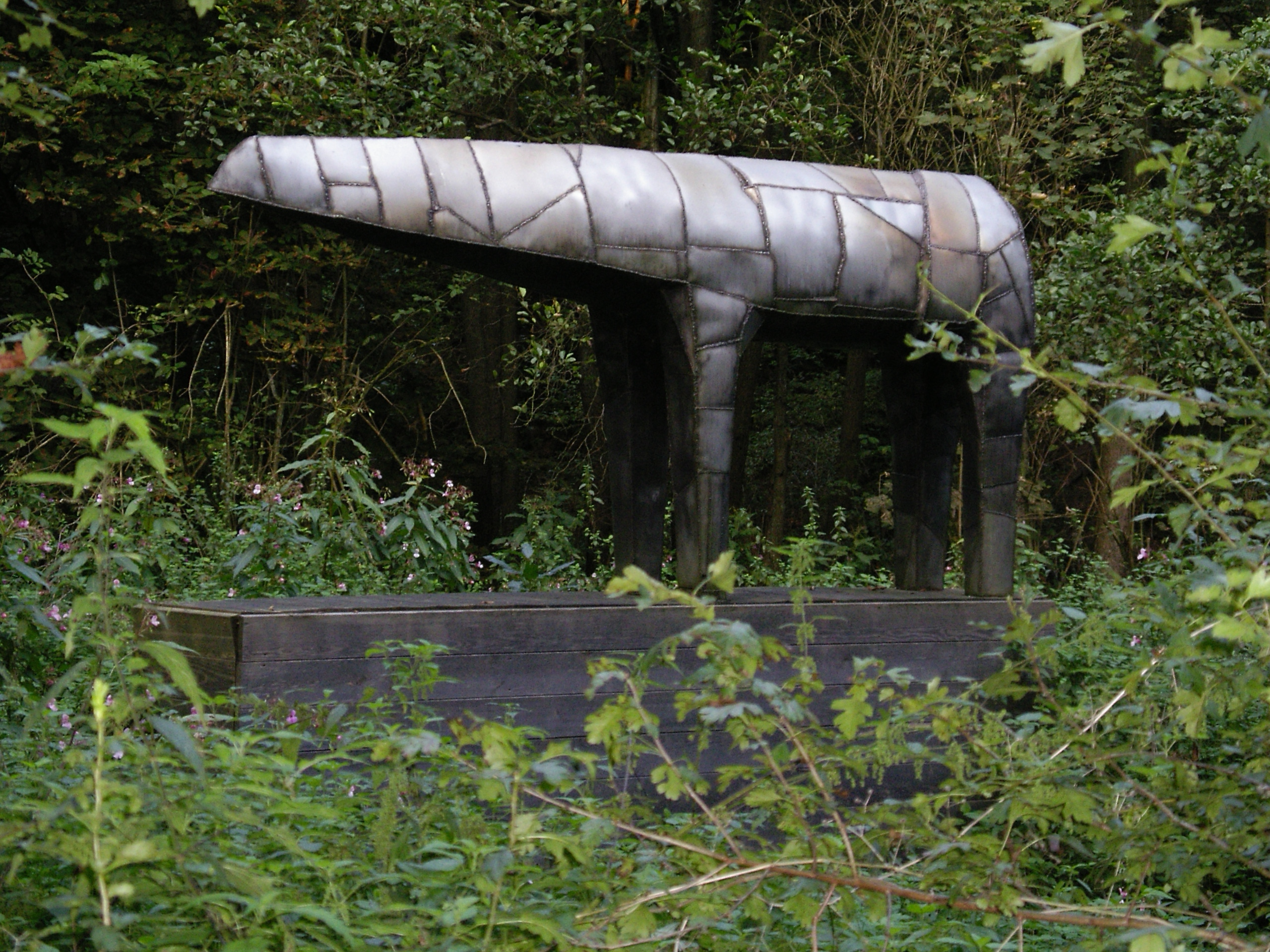
"Mutant", Kunstweg MenschenSpuren